# Arne Arnbom
Erik Arne Arnbom, född 8 juli 1922 i Kungsholms församling i Stockholm, död 4 februari 1975 i Hägersten, var en svensk dokumentärfilmare.
Han är främst känd som musikproducent och var med och startade Sveriges television på 1950-talet. Arnbom var far till sju barn och ligger begraven på Sundborns kyrkogård.

## Regi
- 1961 – Bibliska bilder (TV-teater)
- 1967 – Stimulantia